# Claudia Pellicer
Claudia Pellicer, all'anagrafe Claudia Pellicer Tichell (Castellón de la Plana, 8 luglio 2000), è un'attrice, ballerina e modella spagnola, nota per aver interpretato il ruolo di Claudia nella soap Una vita (Acacias 38).

## Biografia
Claudia Pellicer è nata l'8 luglio 2000 a Castellón de la Plana, a Valencia (Spagna), anni dopo si è trasferita a Madrid per intraprendere i suoi studi di recitazione e per realizzare uno dei suoi grandi sogni: quello di diventare un'attrice.

## Carriera
Claudia Pellicer all'età di sei anni ha iniziato a praticare la ginnastica ritmica. All'età di quattordici anni si è iscritta in un'agenzia di modelle, dove ha iniziato a lavorare in una parata nazionale. All'età quindici anni ha frequentato un corso di recitazione, mentre all'età di sedici anni ha vinto il concorso di bellezza Top Woman, impartito da Marina D'Or.
All'età di diciassette anni è entrata in Sos Baynat, uno dei pochi istituti con una laurea artistica orientata nelle arti performative. Dopo essersi diplomata in quest'ultimo istituto, ha frequentato un breve corso con Belinda Washington e un corso intensivo con Juanma López. Dal 2019 al 2022 ha seguito lezioni di recitazione impartite da Victor Antoli, presso la Central de Cine, dove al termine dei due anni ha ottenuto il diploma.
Nel 2019 ha fatto la sua prima apparizione nella serie Xè que bo. Nello stesso anno ha ricoperto il ruolo di Aina nella miniserie 69 raons. Sempre nel 2019 ha recitato nel cortometraggio Elisa diretto da Martin Cox. Nel 2021 ha interpretato il ruolo di Claudia nella soap opera Una vita (Acacias 38). Nello stesso anno ha ricoperto il ruolo di Irene nella serie Alba. Nel 2022 è entrata a far parte del cast della serie La Ruta.
Claudia Pellicer, oltre allo spagnolo, parla fluentemente l'inglese.

## Filmografia

### Televisione
- Xè que bo – serie TV (2019)
- 69 raons – miniserie TV (2019) – Aina
- Una vita (Acacias 38) – soap opera (2021) – Claudia
- Alba – serie TV (2021) – Irene
- La Ruta – serie TV (2022)

### Cortometraggi
- Elisa, regia di Martin Cox (2019)

## Teatro
- El Soldado Schweik, presso il teatro Castellón de la Plana e Valencia

## Spot pubblicitari
- Dulcesol, regia di Victor Claramunt (2018-2019)
- Icosmic, regia di Wally Sanz (2020)

## Moda

### Riviste
- &Magazine
- &Novias
- Telva Novias
- Buho
- Chappelle
- Tendencias Novias

### Parate
- Dolores Cortés
- Dolores Mollá
- Visori
- Higinio Mateu
- Tiendas locales
- ANDE
- Pasarela Barreira
- Barbara Torrijos

## Doppiatrici italiane
Nelle versioni in italiano dei suoi film e delle sue serie TV, Claudia Pellicer è stata doppiata da:
- Jolanda Granato[9] in Una vita[10]